# Inírida
Inírida (früher: Puerto Inírida) ist die Hauptstadt und eine Gemeinde (municipio) im kolumbianischen Departamento Guainía im Stromgebiet des oberen Orinoco im Amazonasbecken.

## Geografie
Inírida liegt am Río Inírida im Osten Kolumbiens. Inírida befindet sich auf einer Höhe von etwa 100 Metern ungefähr 600 km von Villavicencio entfernt und hat eine Durchschnittstemperatur von 25° C. Die Gesamtfläche der Gemeinde beträgt 17.000 km². Die Nordgrenze der Gemeinde bildet der Río Guaviare und die Ostgrenze der Río Atrabapo. Die Gemeinde grenzt im Norden an Cumaribo im Departamento Vichada, im Süden an das Amt Puerto Colombia, im Osten an das Amt Cacahual und an den venezolanischen Bundesstaat Amazonas und im Westen an die Ämter Barranco Minas und Morichal.

## Bevölkerung
Die Gemeinde Inírida hat 34.963 Einwohner, von denen 23.434 im städtischen Teil (cabecera municipal) der Gemeinde leben. Inírida ist damit die größte Ansiedlung des Departamentos.2022.

## Geschichte
Inírida wurde 1963 dem Kommissariat Vaupés unterstellt. Der Ort erhielt 1974 den Status einer Gemeinde. Gleichzeitig wurde Guainía ein Kommissariat und Inírida dessen Hauptstadt. Seit 1991 ist Guainía ein Departamento mit Inírida als Hauptstadt.

## Wirtschaft
Inírida dient als Umschlagplatz für regionale Produkte und Rohstoffe. Die wichtigsten Wirtschaftszweige sind Bergbau, Fischerei und Landwirtschaft.

## Infrastruktur
Inírida ist nicht an das kolumbianische Straßennetz angeschlossen. Es ist auf dem Wasserweg zu erreichen, insbesondere von Villavicencio aus. Inírida verfügt über den Flughafen César Gaviria Trujillo (IATA-Code: PDA) und ist auf dem Luftweg von Bogotá und Villavicencio aus zu erreichen.

## Persönlichkeiten
- Alexander Guarín (* 1987), kolumbianischer Politiker